# Opsiphanes intermedius
Opsiphanes intermedius är en fjärilsart som beskrevs av Hans Ferdinand Emil Julius Stichel 1901. Opsiphanes intermedius ingår i släktet Opsiphanes och familjen praktfjärilar. Inga underarter finns listade i Catalogue of Life.